# 石川三四郎
石川 三四郎（いしかわ さんしろう、1876年5月23日 - 1956年11月28日）は、日本の社会運動家・アナーキスト・作家。筆名の「旭山」も使用する。

## 来歴

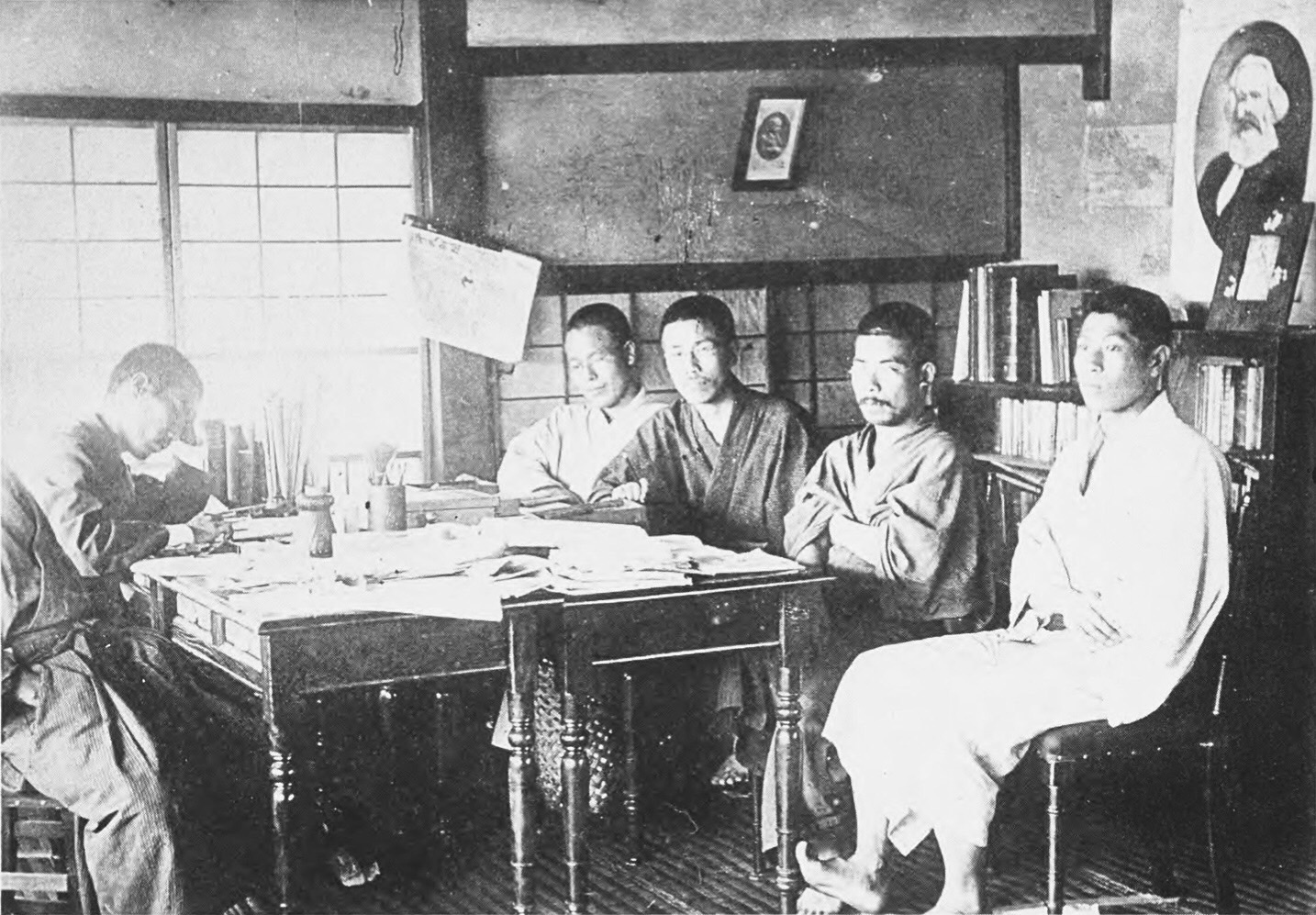
平民社の編集室。左から神崎順一、幸徳秋水、堺利彦、石川三四郎、西川光二郎、柿内武次郎。

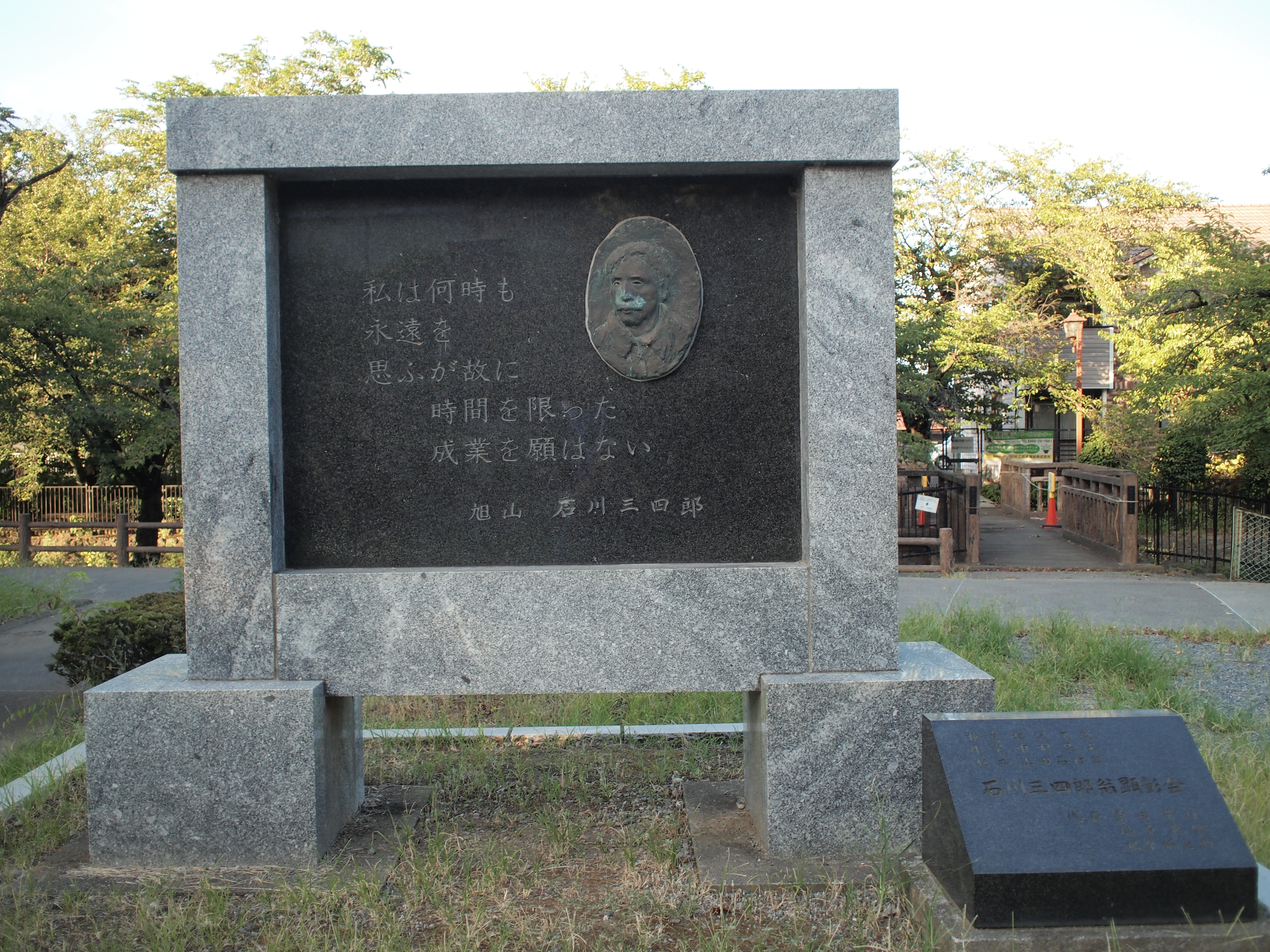
若泉公園（本庄市）にある石川三四郎顕彰碑

1876年5月23日、埼玉県児玉郡山王堂村に、戸長であった五十嵐九十郎・シゲの三男として生まれる。生家は、利根川沿岸で江戸時代から船着き問屋を営み、名主も務めてきた家であった。父は三四郎が兵役にとられるのを嫌い、「一家の主人」には兵役免除が適用されるため、1880年に同村の石川半三郎の養子とした。
本庄小学校高等科卒業後、茂木虎次郎の勧めで1890年に上京し、茂木とその友人橋本義三らが住む家の玄関番として1年ほど住み込み、初めて社会主義や無政府主義などを知る。福田友作家に移るが、福田の同人社退社に伴い帰郷。同年、兄たちが埼玉硫酸事件に関わり、逮捕される。再び上京し、景山英子と再婚した福田の新居に寄宿するが、福田家の家計困窮により、再び帰郷し、室田村の小学校で代用教員として働く。赤痢で一時帰郷するが、再び代用教員を2年ほど務め、中等教員の検定試験に臨むも失敗し、再度上京する。
親戚知人らの学費援助を得て、1898年に東京法学院（のちの中央大学）に入学。在学中、海老名弾正の本郷教会に通ってキリスト教に接近し、卒業のころに受洗する。1901年7月に東京法学院を卒業、高等文官試験を断念し、堺利彦と花井卓蔵の斡旋で『万朝報』の発行所である朝報社に入社する。
1903年11月、『万朝報』が日露反戦論から開戦論に転換したことを受けて朝報社を退社していた堺と幸徳秋水が平民社を開業すると、これに同調して朝報社を退社し平民社に合流。非戦論と社会主義を主張して週刊『平民新聞』や『直言』に多くの論説を発表した。平民社は第1次桂内閣の弾圧を受け、『平民新聞』はたびたび発売禁止となり、石川や幸徳、堺らには罰金刑や投獄が繰り返された。1904年11月6日の『平民新聞』に「小学校教師に告ぐ」で国家主義教育を批判し発禁処分。
1905（明治38）年1月、『平民新聞』が1周年記念に『共産党宣言』を翻訳・掲載したことを契機に、幸徳らは逮捕、印刷機械等が没収され、『平民新聞』は廃刊に追い込まれた。平民社の解散以後、石川は木下尚江の誘いを受けキリスト教社会主義の立場を採る『新紀元』を創刊。この時期、田中正造と行動を共にし、足尾銅山鉱毒事件に取り組んだ。この頃『日本社会主義史』を執筆。石川著・秋水補の「日本社会主義史」は『平民新聞』1907年1月20日から3月24日まで掲載された。
1906（明治39）年6月、渡米から帰国した幸徳が労働者の直接行動を訴えると、石川は『新紀元』を廃刊して幸徳と合流し、翌1907（明治40）年1月に幸徳とともに『日刊・平民新聞』の刊行を強行。同紙は3ヵ月で廃刊に追い込まれた。また、日本社会党の分裂を阻止するため第2回大会で加入し、堺と並んで幹事に選出された。
1910（明治43）年5月、大逆事件の際は、事件前に雑誌『世界婦人』に書いた記事により禁固・罰金刑を受けて同年7月28日まで留置されており、釈放後再び拘束され家宅捜索を受けたものの、嫌疑なしとして釈放された。翌1911（明治44）年1月18日に大審院で幸徳ら24人は死刑判決を受け、石川は処刑3日前の同月21日に東京監獄で幸徳らと面会している。
1912（明治45）年に『哲人カアペンター』を翻訳出版。徳富蘆花が序文を寄せ、石川の人物について紹介した。
石川は大逆事件に大きな衝撃を受け、ベルギーや中国のアナキストの支援を受けてヨーロッパに渡った。イギリス、フランス、ベルギーなどでルクリュ一家やエドワード・カーペンターなどと親交を結び、第一次世界大戦に遭遇。第一次大戦後、日本に帰国。
1921（大正10）年10月、欧州行のため乗船した「箱根丸」で侯爵・徳川義親と知り合う。帰国後、国電田端の崖の上の長屋で暮らし、訳書『エリゼ・ルクリュ』、『社会運動史』を執筆。この頃、徳川に娘のフランス語の家庭教師として雇用される。また、自宅でもフランス語教室を開き、フォークシンガーの高田渡の父である高田豊が一時期、生徒として通っている。
1923（大正12）年9月、関東大震災直後に田端警察署に拘束されたが、同署を訪れた徳川により釈放され、衰弱していたため、また東京にいると危険だとして、北海道・八雲町の徳川農場に移され、静養。翌1924年1月に帰京し、清浦内閣の頃、徳川による貴族院改革案の起草に協力した。
大杉栄死後の日本のアナキズムの中心人物の一人となる。1927年（昭和2年）、共学社を設立。1929年（昭和4年）、雑誌「ディナミック」を創刊。
石川は、多くのアナキストが満州事変前後に農本主義などに絡めとられていく中、満州事変を鋭く批判してアナキズムの孤塁を守った。
石川は、デモクラシーを「土民生活」と翻訳し、独自の土民生活・土民思想を主張、大地に根差し、農民や協同組合による自治の生活や社会を理想としたが、権力と一線を画し下からの自治を重視した点において、農本主義とは異なるものだった。太平洋戦争中は、独自の歴史観から東洋史研究にも取り組んだ。
敗戦直後に「無政府主義宣言」を書き、日本アナキスト連盟を組織。昭和天皇への共鳴と支持を主張して、左派やアナキストからの非難を受けたが、石川がもともと通常の右や左の範疇に属さない、独自の論理と思想の人間であったことを考えれば、戦中の抵抗も敗戦時の天皇支持も、石川においては一貫した独自の感性や思想に基づいたものだったといえる。墓所は多磨霊園。

## 家族
- 実父・五十嵐九十郎 - 先妻にヨネ、後妻にシゲ（三四郎の母）。五十嵐家は代々地元で、年貢米を江戸に運ぶ幕府特許の船着問屋業を営み、村の名主をしていた。九十郎は明治半ばに東京高崎間の鉄道（現高崎線）が通ると本庄駅に運送店を開くも失敗して借金を抱え、家業は親族に任せて隠遁生活を送ったが、三四郎から罹患した赤痢がもとで死亡した[3]。
- 実母・シゲ - 九十郎の後妻。息子の犬三の東京遊学に伴って上京し、下宿屋を始め、茂木虎次郎、橋本義三はじめ多くの学生の食住の世話をした[3]。
- 養父・石川半三郎
- 異母兄・五十嵐宰三郎（1858-1923） - 1891年の埼玉硫酸事件に関わり逮捕され、共犯者らとともに鍛冶橋監獄に収監された[19]。1年の刑期をおえて郷里に帰り、その後はなすところなく、65歳で没した[20]。
- 兄・五十嵐犬三（1874-） - 東京法学院在学中、兄とともに埼玉硫酸事件に関わる[21]。硫酸事件を発案し硫酸を調達し、逮捕後初審で禁錮1年を宣告されたが、再審で江木衷の弁護により無罪となる[3]。法学院卒業後帰郷[3]。
- 学生時代にできた婚外子の娘がいるが、兄夫婦の子として実家に預けられた[3]。
- 養女に福田友作・福田英子の娘・千秋、評論家の望月百合子がいる。

## その他
- 『石川三四郎 自著傳 上』（理論社）において、海老名弾正の『新武士道』に感激したことを語っている（同著 p.63）。
- 『石川三四郎 自著傳 下』において、フランスを「酒の国」と評する一方、当時の中国に関しては、「学問や芸術が支配階級のものであり、外来の支配者（歴史を通して異民族）が多かったゆえ、中国の歴史には、革命があっても進歩が無いといわれるような結果になった」と記し（同著 p.170）、庶民に学問が普及していた日本と対照的であり、革命の多さのわりに進歩していない史実を指摘している。

## 著書・史料
- 『日本社会主義史』1906年。
- 『哲人カアペンター』東雲堂書店、1912年。NCID BN07275115
- 『近世土民哲学』1933年。
- 『社会美学としての無政府主義』1946年、組合書店（組合叢書）。
- 『石川三四郎選集』全7巻、黒色戦線社。
- 『石川三四郎著作集』全8巻、青土社。

- 唐沢柳三編『石川三四郎書簡集』、ソオル社、1957年12月。

## 登場作品
- 『足尾から来た女』- 2014年、NHK土曜ドラマ、演：北村有起哉